# اورازیو پانیتری
اورازیو پانیتری (انگلیسی: Orazio Pannitteri؛ زادهٔ ۱۷ اوت ۱۹۹۹) بازیکن فوتبال است.